# Бастунов, Ангел
Ангел Георгиев Бастунов (болг. Ангел Бастунов; род. 18 мая 1999, Разлог, Благоевградская область) — болгарский футболист, полузащитник португальского клуба «Визела».

## Клубная карьера
Бастунов — воспитанник клубов «Левски», «Септември» и пловдивского «Ботева». 28 июля 2018 года в матче против «Арды» Ангел дебютировал за «Кариана». 25 августа в поединке против «Литекса» он забил первый гол за клуб.
Летом 2020 года стал игроком ЦСКА 1948. 7 августа 2020 года в матче против софийского ЦСКА он дебютировал в чемпионате Болгарии. 25 октября в поединке против софийского «Славии» Бастунов оформил дебютный дубль за «армейцев».
В июле 2023 года на правах свободного агента перешёл в «Хебыр». 16 июля в матче против софийского ЦСКА Ангел провёл дебютный матч за новый клуб. 12 августа в поединке против бывшей команды, пловдивского «Ботева» Бастунов забил первый гол за «Хебыр».
Летом 2024 года стал игроком португальского клуба «Визела», подписав двухлетний контракт.